# Square Castan
Le square Castan est un ensemble de vestiges archéologiques du centre historique de Besançon. Il est situé dans le quartier Saint-Jean, rue de la Convention.

## Description
Il s'agit d'un vaste ensemble semi-circulaire non identifié qui date probablement du IIe ou du IIIe siècle, à l'époque de l'ancienne cité gallo-romaine de Vesontio. Ce square est situé non loin de la Porte Noire, témoin important de cette période de la ville.
À l'emplacement de ce square, jusqu'à la Révolution, se dressait l'église Saint-Jean-Baptiste à côté de laquelle se trouvait le premier baptistère de la ville fondé au IVe siècle. C'est le tribun Onnasius qui attribua à Lin, évêque de Besançon au IIIe siècle, une maison rue du Chapitre, qui sera transformée en baptistère (on utilisait les eaux du bassin d'Arcier, situé à côté, pour pratiquer les baptêmes par immersion). Le baptistère Saint Lin devint successivement la capella primitiva (Sainte-Eugène),, une maison canoniale et une demeure privée.
L'église Saint-Jean Baptiste fut désaffectée à partir de 1789, puis détruite entre 1794 et 1797.
Ce n'est qu'en 1870 que l'archéologue et bibliothécaire de la ville Auguste Castan y entreprit des fouilles. Il y découvrit huit colonnes corinthiennes que l'on fit remonter, les vestiges du bassin de distribution des eaux de l'aqueduc d'Arcier (petite localité située à 15 kilomètres) qui approvisionnait la cité à l'époque romaine, et ceux d'un hémicycle d'un diamètre intérieur proche de 54 mètres.
Les fragments antiques du square font l’objet d’un classement au titre des monuments historiques depuis le 12 juillet 1886.
Le jardin contenant les vestiges fait l’objet d’une inscription au titre des monuments historiques depuis le 12 avril 1945.
L'arrêté d'inscription du 22 octobre 2021 complète ces protections pour l'aqueduc antique dit d'Arcier.

## Interprétation
Auguste Castan identifiait ces vestiges archéologiques comme étant ceux du théâtre romain de l'antique Vesontio. Actuellement, les spécialistes pensent que l'hémicycle monumental constituait un podium qui supportait la colonnade d'un portique couvert : il délimitait une esplanade surélevée dont la fonction exacte reste encore inconnue.

## Un jardin à l'anglaise
Un jardin archéologique à l'anglaise est créé dès juin 1870 pour agrémenter l'ensemble de ces vestiges. Le jardin, projet de l'architecte Alfred Ducat et du paysagiste Brice Michel est ouvert au public en 1874 et prend le nom d'Auguste Castan en 1898. Une réhabilitation est menée entre 2004 et 2006 pour le restituer dans son état du XIXe siècle.

## Photographies

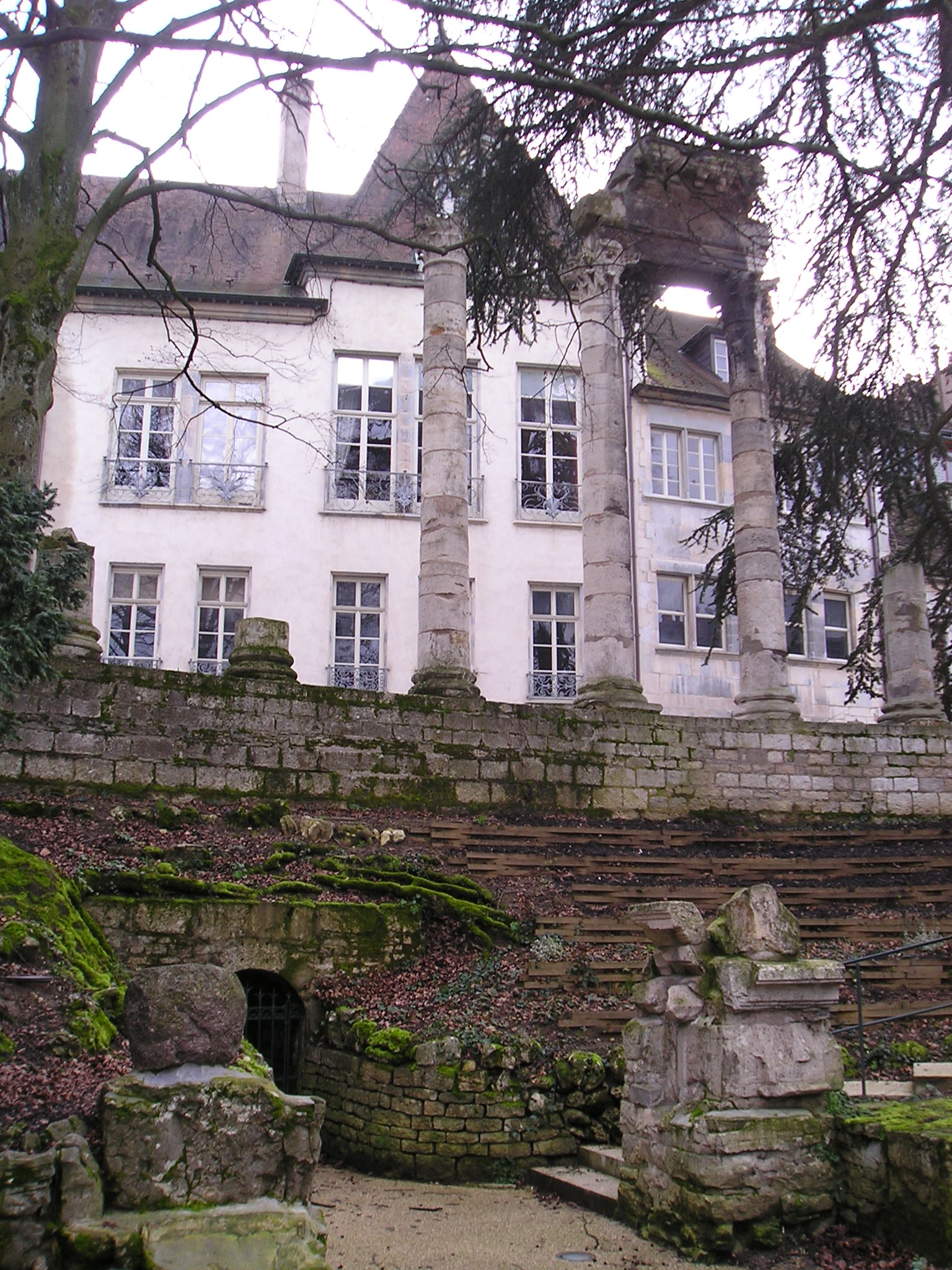
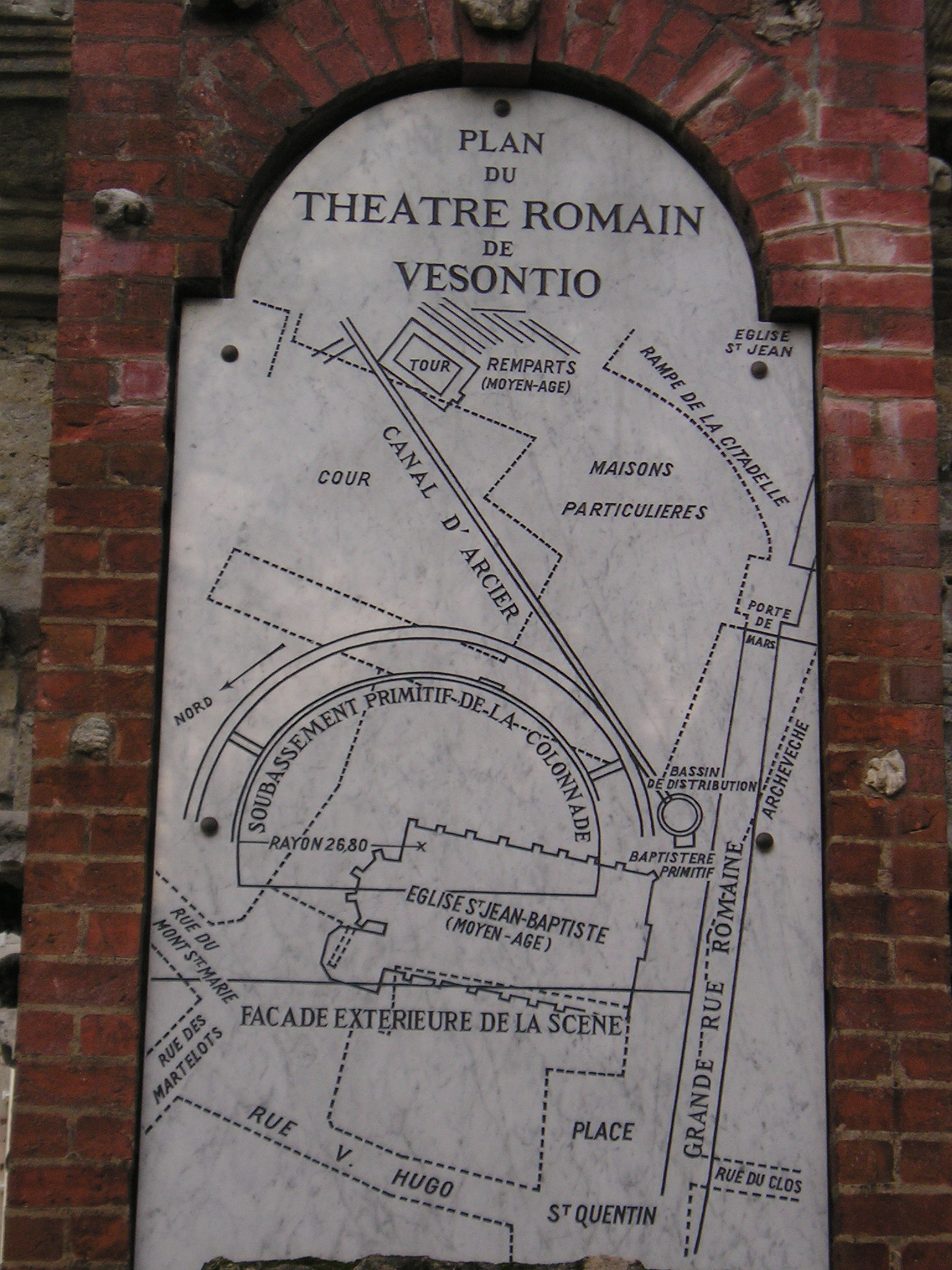
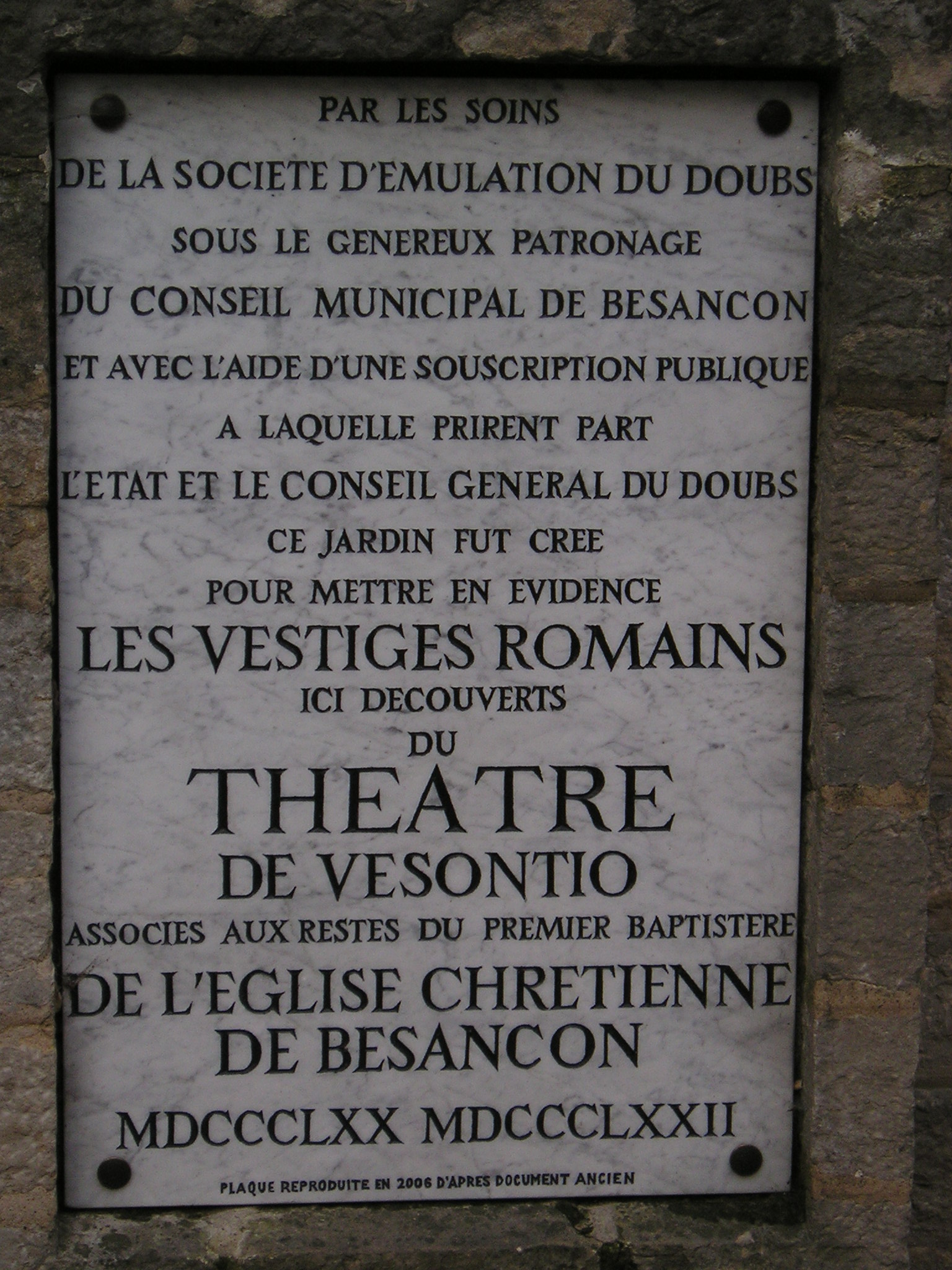
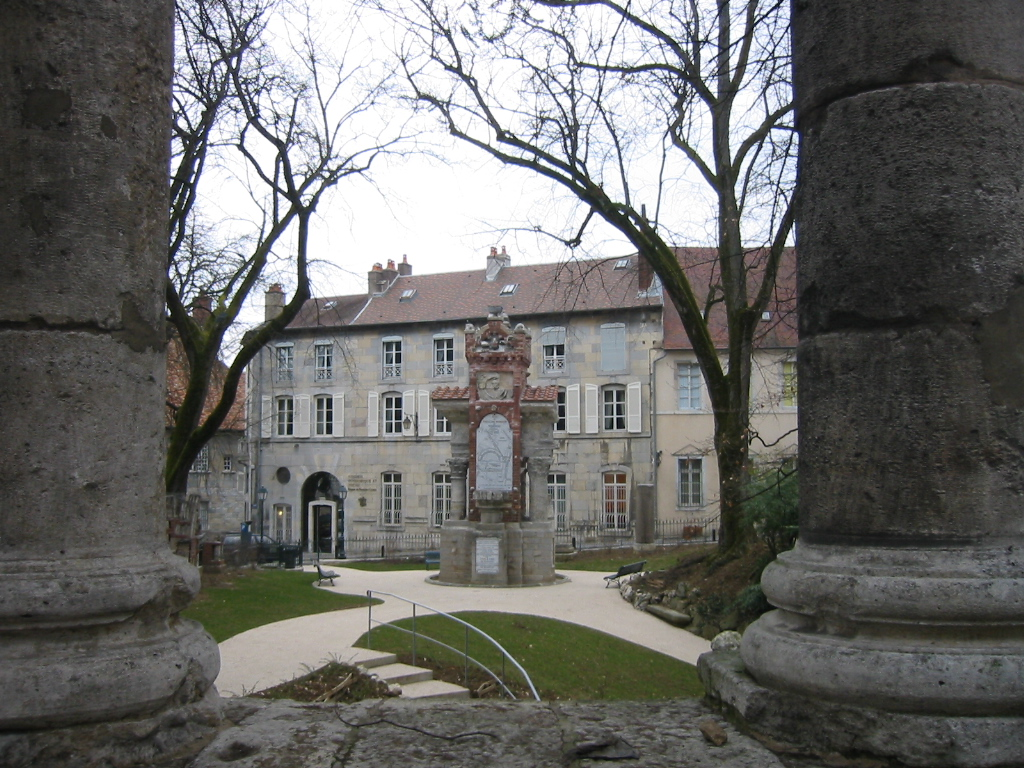

## Sources
- Panneau signalétique touristique situé dans le square.